# آورانو
آورانو (به ایتالیایی: Aurano) یک کومونه در ایتالیا است که در استان وربانو-کوزیو-اوسولا واقع شده‌است.

## خصوصیات
آورانو ۲۱٫۱ کیلومترمربع مساحت و ۱۱۰ نفر جمعیت دارد.